# Hyophilopsis entosthodontacea
Hyophilopsis entosthodontacea là một loài rêu trong họ Pottiaceae. Loài này được Cardot & Dixon mô tả khoa học đầu tiên năm 1911.